# Kobold
Le kobold est une créature légendaire du folklore et de la mythologie germanique.

## Origine du mot, étymologie et évolution
Le terme n'est pas issu du substantif allemand moderne der Kobold, qui désigne le plus souvent un lutin, mais d'un mot attesté en moyen haut allemand, soit kóbolt ou kobólt. L'origine est probablement encore plus ancienne. Il s'agirait initialement d'un esprit protecteur de la maison et du foyer. Il serait associé aux divers cultes des morts des traditions païennes. Bon et dévoué pour la famille qui l'accueillait en conservant rituels, mais menaçant pour les rivaux et ennemis de la famille, le kobold est devenu une figure ambivalente après avoir été chassé du rituel des foyers par le rigorisme chrétien. Relégués dans les lieux abandonnés et redevenus par nécessité voleurs, sauvages, agressifs et menaçants, les petits êtres sont devenus selon les diverses traditions paysannes soit des lutins des marais, des prairies, des forêts sauvages, soit des nains voleurs de métaux monétaires et précieux des milieux souterrains, soit des recycleurs infernaux des mondes chtoniens. Leur présence médiévale tardive est très souvent associée à des endroits méphitiques ou enfumés, à des brouillards inquiétants et démoniaques, à des charniers ou autres lieux de mort, avant que n'intervienne l'embourgeoisement idyllique par des contes des littératures nationales écrites.
Ce terme peut être décomposé en deux racines ou étymons :
- kobe signifiant « petite pièce d'une maison, étable, recoin, réduit, abri » . Le mot allemand moderne Koben désigne encore une « étable à cochon » et le mot dialectal Kobel « réduit, nid d'écureuil ». La même racine germanique se retrouve dans l'anglais cove « réduit, refuge, crique » et dans le norvégien kove « réduit ». À l'origine, la racine pangermanique kov- devait désigner une cavité souterraine creusée dans la terre[2] ;
- le suffixe -old, -olt pourrait être issu du verbe walten « régner sur, gouverner » ou du suffixe holt « gracieux, fidèle, serviable »[3] (que l'on retrouve dans la Frau Holle[3] des contes allemands, qui est un esprit féminin bienveillant)[3].

Le kobold serait ainsi « celui qui règne sur une pièce, sur le coin du ménage », c'est-à-dire celui qui perpétue la dernière position du vieil homme ou de la vieille femme, de l'ancêtre de la famille désormais inutile à l'ouvrage. Dans les gloses en vieil-anglais, il apparaît sous le terme cofgod (en), au pluriel cofgodas, « les dieux de la pièce ». Le terme pièce englobe toutes les parties de la maison, cellier, salle principale, etc. Cette étymologie rapproche donc le kobold du domovoï slave ou des dieux lares romains. Le kobold germanique a pour équivalent en France, le gobelin (ou goublin dans le Cotentin).
Dans le folklore minier nordique ou germanique, les kobolds pillent les veines de métaux précieux, causent sans prévenir les graves accidents et surtout les suffocations dans les mines. Les mineurs accusent ces nains dangereux de voler le minerai d'argent ou de cuivre, de le remplacer par des mauvais minerais spécifiques et inutilisables, qualifié de kobolt ou kobalt, cobaltum en latin médiéval, et de disséminer à qui mieux mieux dans les souterrains des émanations ou poussières empoisonnées d'arsenic ou des poches d'hydrogène sulfuré. Les nains médiévaux, soit die Kobolde, expliquent ainsi par dérivation le nom de l'élément chimique cobalt, découvert à partir d'un minerai ou de résidus miniers connus et décrits au XVIe siècle dans des mines de Saxe et de Bohême. Le cobolt désignait en français au début du XXe siècle la poudre fine, en partie oxydée, du corps simple qu'est l'arsenic.

## Mythologie et folklore germanique
Les kobolds sont des esprits laids souvent apparentés à des gobelins qui proviennent du folklore allemand. Les versions les plus communes, connues sous le nom de Heinzelmännchen, sont décrites en tant qu'elfes de maisons, utiles ou pratiques. Ils effectuent parfois des corvées domestiques, mais peuvent également jouer des tours aux habitants.
Un autre type de kobold, qui peut être trouvé dans les mines et autres endroits souterrains, semble être lié plus étroitement au gnome. Ce sont des créatures mauvaises qui vivent entre elles, plutôt que dans les maisons humaines. Ces kobolds sont décrits comme semblables à des rats ou des chiens se tenant sur deux pattes. Leur taille varie d'une trentaine de centimètres à un mètre. Les plus connus ont une peau de couleur variable, allant du vert au brun. Ils sont souvent représentés avec de petites cornes, des dents très aiguisées, des serres et une queue. Leur espérance de vie est d'environ 40 ans. Ils vivent dans des forêts et s'aménagent des repaires de fortune dans des grottes, dans des racines d'arbre ou dans des galeries souterraines.

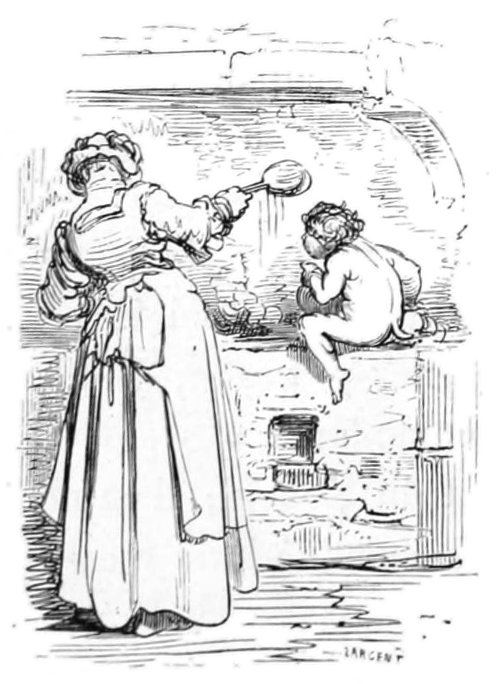
Femme aidée par un bébé kobold, gravure de Gustave Doré illustrant La Mythologie du Rhin de Saintine (1862).
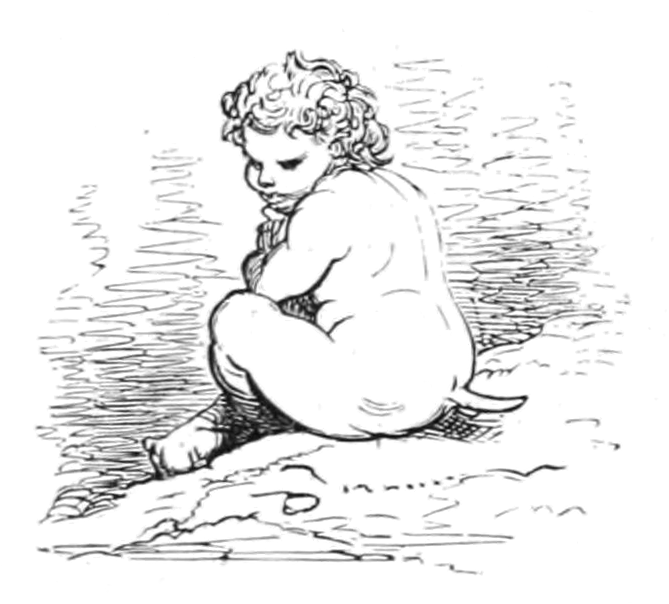
Bébé kobold, gravure de Gustave Doré pour La Mythologie du Rhin de Saintine (1862).

## Dans la culture populaire

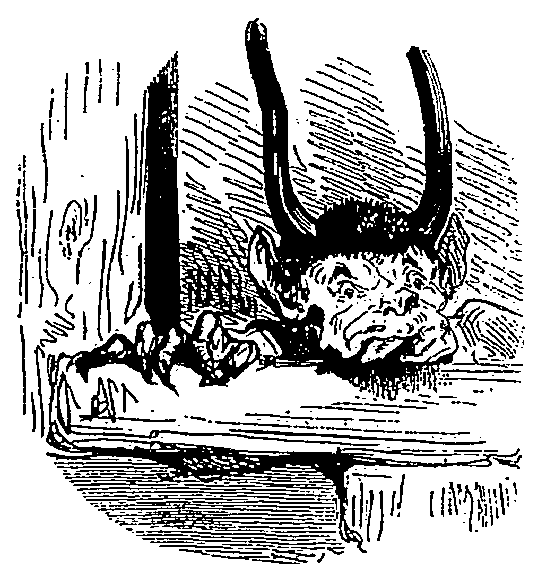
Illustration issue d'une édition de 1863 du Dictionnaire infernal de Jacques Collin de Plancy.

### Littérature

#### Théophile Gautier
L'on trouve deux références aux kobolds dans l'œuvre de Théophile Gautier. Dans les deux cas, cette créature est présentée comme un élément symbolique du folklore germanique.
Le 25 février 1854, il publie dans Le Moniteur un article intitulé « Gérard de Nerval », dans lequel il parle en ces termes de son ami :

« Les sympathies et les études de Gérard de Nerval l’entraînaient naturellement vers l’Allemagne, qu’il a souvent visitée, et où il a fait de fructueux séjours : [...] les kobolds sont sortis devant lui des fentes de rocher du Hartz, et les sorcières du Brocken ont dansé autour du jeune poète français, qu’elles prenaient pour un étudiant d’Iéna, la grande ronde du Walpurgisnachtstraum [...]. »

Deux ans plus tard, en 1856, il les mentionne aussi dans son essai L'Art moderne, au cours d'une description de la Souabe : 

« C'est au pied de ces tours qu'Uhland fait résonner le cor d'ivoire de la chevalerie ; sur ces collines vertes courent les Kobolds aux chapeaux de feutre verts ; du sein de ces ruisseaux, écartant les feuilles du nénuphar, sort l'Elfe, agaçant le comte du saint-empire, imbriqué de son armure d'or, ou le page au pourpoint de soie tailladé ; la légende et le lied se promènent par ces petits sentiers en se donnant la main. »

En 1863, au chapitre I du Capitaine Fracasse, Gautier écrit encore : « Qui devait s'asseoir à ce modeste couvert apporté dans ce manoir sans habitants ? peut-être l'esprit familier de la maison, le genius loci, le Kobold fidèle au logis adopté, et le chat noir à l'œil si profondément mystérieux attendait sa venue pour le servir la serviette sur la patte. »

#### Alphonse Daudet
Dans Le Nabab (1871), Alphonse Daudet évoque « des kobolds familiers » apparaissant à un auteur dramatique en plein effort de création poétique.

#### Paul Verlaine
Le poème Charleroi de Paul Verlaine (1872) commence et s'achève par une allusion aux Kobolds.
Dans l'herbe noire

Les Kobolds vont.

Le vent profond

Pleure, on veut croire.
— Paul Verlaine, Romances sans paroles, Charleroi

#### Alexandre Dumas
Dans Les kobolds (édition Marcel Berry, 1938, chapitre 18), Alexandre Dumas décrit ces créatures :

« — Je vais reconstruire notre vieux château de Wittsgaw, dit le chevalier Osmond à la comtesse Berthe, sa femme ; les Kobolds, ces gentils petits génies qui habitent nos fondations, ne nous en voudront pas. […] — les kobolds faisaient pour leur part autant de travail que les maçons. »

#### Walter Benjamin
Walter Benjamin, dans une lettre du 8 avril 1926 à Jula Radt, évoque les Kobolds à propos de son travail de traducteur : 

« Pour ce faire j'ai, à vrai dire, découvert un régime qui attire magiquement les Kobolds à mon aide et qui consiste en ceci que, lorsque je me lève le matin, sans m'habiller, sans me passer sur les mains ou le corps la moindre goutte d'eau, sans même boire, je me mets au travail et, avant d'avoir achevé le pensum de la journée entière, je ne fais rien, surtout pas prendre le petit déjeuner. »

Ce faisant, il semble instituer le terme « kobold » comme une métaphore de l'inspiration. Robert Kahn, commentant cet extrait, y voit le signe que l'activité du traducteur est perçue par Benjamin comme « une pratique magique, [qui] ne peut s'accommoder d'aucun compromis » : 

« L'attitude "idéale" du traducteur, celle qui produira l'intervention des Kobolds, "ces esprits familiers gardiens des métaux précieux enfouis dans la terre", est donc proche à la fois de celle de l'enfant qui écoute les contes de fées en attendant d'être si déçu par "le petit bossu", et des gnostiques ou des "parfaits" cathares qui refusent tout contact avec la matière, œuvre du Démiurge. »

#### Félicien Marceau
Dans la nouvelle « La coupe », tirée de son recueil Les ingénus, Félicien Marceau décrit ainsi l'un de ses personnages : « ...l'oncle Étienne évoquait assez bien un père Noël qui aurait rétréci à l'usage ou, mieux encore, un de ces bienfaisants kobolds des légendes germaniques ».

#### Anatole France
Dans le recueil Les Sept Femmes de la Barbe-Bleue et autres contes merveilleux d’Anatole France, le conte « La Chemise » fait référence à cette créature :

« — Il me semble, leur dit un jour Christophe V étendu sur sa chaise longue, il me semble qu’une nichée de rats me grignotent les entrailles, pendant qu’un nain horrible, un kobold en capuchon, tunique et chausses rouges, descendu dans mon estomac, l’entame à coups de pic et le creuse profondément. »

#### Autres
- Dans la saga Harry Potter, les « Elfes de maisons », une des espèces de l'univers d'Harry Potter qui possède ses propres personnages, à savoir entre autres Dobby et Kreattur, semblent fortement inspirées des kobolds[Interprétation personnelle ?]. Les Elfes de Maison sont des serviteurs souvent méprisés de familles puissantes, ils sont proches du statut d'esclave domestique. Ils possèdent une magie singulière et qui de par leurs obligations envers leurs maîtres peuvent obliger à contourner les règles de certains sorts impossibles à désamorcer pour un sorcier, par exemple.
- Dans Les Chroniques de la guerre de Lodoss, contrairement aux autres versions, les kobolds de l'univers du roman sont une race lycanthrope vivant sur l'île des ténèbres de Marmo.
- Dans L'épouvanteur de Joseph Delaney, l'auteur décrit les gobelins comme des esprits frappeurs.
- Dans American Gods de Neil Gaiman, l'auteur utilise le folklore de différentes cultures et fait mention d'un kobold.
- Dans la Trilogie des Elfes de Jean Louis Fetjaine, les kobolds sont présentés comme des hommes-chiens hideux vivants aux côtés des loups ou des gobelins. Ils y sont décrits comme des humanoïdes avec un museau pointu et une crête de poils noirs courant du haut du crâne et le long de la colonne vertébrale.
- Dans Les Chroniques de Spiderwick de Holly Black et Tony Ditterlizzi, un kobold apparaît sous la forme d'un singe à oreilles de lapin qui parle par énigmes.
- Dans Arielle Queen, les kobolds sont plutôt serviteurs (sous-fifres) des Elfes. Ils sont à l'origine des humains transformés lors d'un rituel par les Elfes.
- Dans le film Legend de Ridley Scott, sorti en 1985, on voit apparaître des kobolds.
- Dans la série Le Bâtard de Kosigan de Fabien Cerutti, les kobolds sont mentionnés et apparaissent dans les deux derniers tomes se passant à Cologne.
- Dans le manga Gloutons et Dragons, l'autrice Ryōko Kui (ja) représente les kobolds comme des différentes races chiens anthropomorphes[9].

### Bande dessinée et manga
- Dans la série de bande dessinée Le Clan des chimères d'Éric Corbeyran et Michel Suro (2001-2007), les kobolds sont des petits diables rouges volants, cruels et cyniques. Ils apparaissent avec de petites cornes, des dents pointues, des griffes une queue fléchée, et des yeux vides. Ils enlèvent, à sa naissance, Abeau, le fils de Payen de Roquebrune et son épouse Gwenaldren. Ils le remplacent par un changelin qui apportera le malheur sur la mesnie. Ils servent en cela le dessein des chimères qui cherchent à reprendre le contrôle du monde, perdu à la suite d'une ancienne malédiction.
- Dans le manga Sword Art Online, les kobolds sont les ennemis du premier palier de l'Aincrad. Ils ressemblent à de gros rats au pelage rouge et portent une armure de fer. Ils sont menés par le grand Ilfang, le seigneur des Kobolds, d'une taille ahurissante et utilisant une épée appelée Talwar[10].
- Dans le manga Monster musume no iru nichijō, les kobolds sont des êtres mi-hommes mi-chiens et sont naturellement sportifs ; Polt la kobold est d'ailleurs la directrice d'un centre sportif pour les inter-espèces (ici, les créatures non-humaines).

### Jeux de rôle

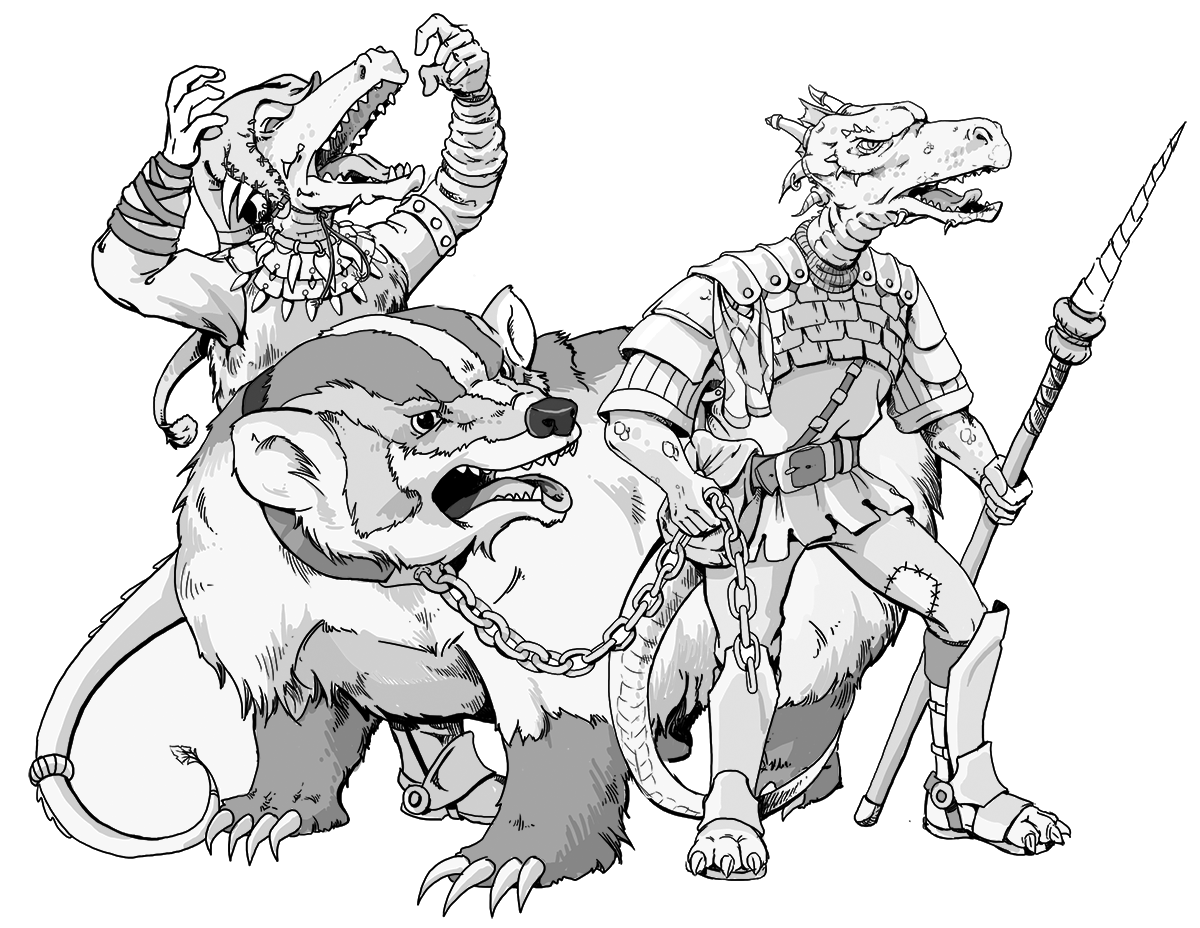
Deux kobolds dans le jeu de rôle Donjons et Dragons.

#### Donjons et Dragons
Dans la 3e édition du jeu de rôle sur table Donjons et Dragons, les kobolds sont des créatures humanoïdes ovipares de petite taille (environ 1 m). Ils ont la peau recouverte d'écailles dont la couleur varie du brun-roux très sombre au noir rouillé.
Ils ont deux petites cornes sur le front, dont la couleur va du blanc au brun-jaune. Ils vivent dans des cavernes ou des forêts vierges, voient dans le noir et détestent la lumière du jour. Ils vivent environ 135 ans. Leur organisation est tribale et ils détestent les lutins, pixies, esprits follets et les gnomes. Ils sont plus apparentés aux dragons qu'aux gobelins. Comme les gobelins, ils sont souvent considérés comme des proies faciles pour des personnages joueurs de bas niveau. Leur goût pour la fabrication de pièges, la moquerie et la préparation d'embuscades en font cependant d'agaçants adversaires. Avec la troisième édition, les kobolds ont pris beaucoup plus d’importance qu’ils n'en avaient auparavant.

#### Palladium
Dans le monde du jeu de rôle Palladium, les kobolds sont des humanoïdes, cousins des gobelins et des orcs, mais plus beaux selon les critères humains. Ils descendent d'un peuple féerique qui a perdu ses pouvoirs magiques. Ils mesurent en moyenne 1 m pour environ 40 kg, et vivent plus de 160 ans (certains atteignent 250 ans). Ils sont minces et musclés, avec une peau épaisse de couleur cire et de cheveux noirs ou blancs, voire argentés ; ils sont glabres. Ils ont de grandes oreilles pointues, des yeux jaunes ou rouges et de petites dents pointues. Ils peuvent voir dans le noir jusqu'à 120 m, mais sont gênés par la lumière du jour qui limite leur vision à une dizaine de mètres.
Les kobolds dédaignent les gobelins, qu'ils trouvent stupides, et haïssent les humains, les elfes, les gnomes et les changelins, mais respectent les nains pour leur qualités guerrières. Ils apprécient la compagnie des trolls, des ogres, des géants et des hommes-loup (wolfen).
Ils vivent dans des cavernes et des mines qu'ils exploitent ; ce sont des forgerons et des orfèvres d'exception, les meilleurs du monde de Palladium après les nains et à égalité avec les jotans (géants de terre). Ils vendent principalement aux hommes-loup, orcs, ogres et gobelins, notamment des armes et armures, mais leur production est également très appréciée des humains.
Leurs villages et leurs villes sont des réseaux de cavernes, bas de plafond (1,5 m à 2,5 m de haut). Les villages sont à quelques mètres sous terre. Les villes abritent 600 à 2 400 kobolds, mais les cités les plus importantes, sous les montagnes de l'Ancien royaume, peuvent abriter jusqu'à 26 000 individus. Elles sont entre 600 m et 6 km de profondeur et sont typiquement formées d'une centaine de kilomètres de tunnels formant un labyrinthe sur environ huit niveaux, sous une surface de quelques kilomètres carrés au sol. Les habitations sont regroupées dans des quartiers pouvant représenter quelques centaines ou milliers de kobolds ; les niveaux les plus profonds servent de mine ou d'égout. Certaines villes sont reliées par des tunnels de plusieurs centaines de kilomètres situés à environ 3 km de profondeur.

### Jeux vidéo
- Dans Golden Sun, les kobolds sont des monstres à l'apparence de bête étant équipés comme des guerriers avec bouclier et épée. Ils sont déclinés sous trois formes, qui se rencontrent dans des points précis :
  - le kobold, sur les routes du début du jeu ;
  - le champion kobold, dans la tour de guet d'Harin ;
  - le roi kobold, sur l'île au pirates.
- Dans Dark Age of Camelot, les kobolds sont une race jouable du royaume de Midgard.
- Dans les jeux Blizzard tels Warcraft III, World of Warcraft ou Hearthstone les kobolds sont des vermines qui creusent et infestent les mines.
- Dans les Roguelikes à univers fantasy (tels que Rogue, Angband, Brogue, Dungeon Crawl Stone Soup, etc.), les kobolds sont généralement des créatures faibles qui se trouvent dans les premiers niveaux.
- Dans Dwarf Fortress, les kobolds sont une des cinq races civilisées du jeu. Ce sont des créatures plutôt faibles, vivant dans des grottes, et venant parfois voler des objets de valeur dans les forteresses naines.
- Dans Entropia Universe, la kobold est une armure spécialisée contre les attaques du type glace.
- Dans Final Fantasy XIV, les Kobolds sont une tribu barbare vivant en communauté dans les mines de la Noscéa. Ils ont une apparence entre le gobelin et le rat, leurs visages cachés par un casque ne laissant paraître que la lumière de leurs yeux rouges. Ils sont réputés pour être d’excellents forgerons. À la base pacifiques, ils se sont tournés contre les cités état lorsque l'accord de ne pas pénétrer dans leurs mines fut rompu et ont invoqué leur primordial Titan pour se défendre.
- Dans Northgard, les Kobolds sont une faction neutre contrôlée par l'ordinateur. Ils sont représentés comme des êtres petits et grisâtres vivant dans les forêts.

### Autres
- Dans l'univers du Donjon de Naheulbeuk, les kobolds sont des lutins humanoïdes, petits et laids. Ils pratiquent une magie spéciale, à base de calamités. Ils parlent la langue commune et adorent faire des farces, se moquer, insulter et lancer des commentaires désobligeants sur leurs adversaires, surtout quand ces derniers sont en mauvaise posture.

Ils sont intelligents, rapides et agiles, mais pas très forts et leurs sorts ne sont guère puissants. Ils sont surtout des adversaires très agaçants, à cause de leur faculté à esquiver les coups, à lancer des malédictions et à provoquer leurs adversaires. Ils peuvent s'enfuir avant la fin du combat s'ils sont en mauvaise posture.